# Chiesa di Sant'Audoeno
La Chiesa di Sant'Audoeno è la chiesa della parrocchia di Sant'Audoeno nella Chiesa d'Irlanda, che si trova a sud del fiume Liffey, a Cornmarket, a Dublino. Era vicina al centro della città medievale. La parrocchia è nella diocesi di Dublino e Glendalough ed è la chiesa parrocchiale più antica di Dublino ancora utilizzata come tale. C'è una chiesa cattolica romana con lo stesso nome adiacente ad essa.

## Chiesa
La chiesa è intitolata a Sant'Audoeno di Rouen (Normandia), vissuto nel VII secolo, e fu a lui dedicata dagli anglo-normanni, giunti a Dublino dopo il 1172. Fu eretta nel 1190, forse sul sito di una più antica chiesa dedicata a San Columba, risalente al VII secolo. Poco dopo la navata fu allungata (ma anche ristretta) e un secolo dopo fu aggiunto un presbiterio.
Nel 1430 Enrico VI, Signore d'Irlanda, autorizzò l'erezione di una cappella da dedicare a Sant'Anna. I suoi fondatori e successori dovevano essere chiamati Gilda o Fraternità di Sant'Anna, comunemente chiamata Gilda di Sant'Anna. In questa cappella furono allestiti sei altari, in uso costante, finanziati dai parrocchiani più ricchi. Nel 1485 Sir Roland Fitz-Eustace, barone Portlester, eresse una nuova cappella accanto alla navata, in segno di gratitudine per la sua preservazione dal naufragio vicino al sito.
Le turbolente vicende del XVI secolo ebbero i loro effetti sulla manutenzione della chiesa, che nel 1630 fu dichiarata decrepita. L'arcivescovo, Lancelot Bulkeley, si lamentò che "c'è una corporazione lì chiamata St Anne's Guild che ha inghiottito tutti i significati della chiesa" (sebbene le chiese e le corporazioni fossero state soppresse durante la Riforma in Inghilterra e le loro proprietà prese dal re, in Irlanda sopravvissero, con alterne vicende, per molti anni).

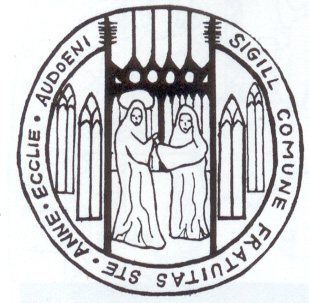
Sigillo della Gilda di Sant'Anna, 1599

Negli anni successivi furono fatti strenui sforzi per riparare il tetto, il campanile e i pilastri dell'edificio, e alla gilda fu ordinato di contribuire con la sua quota. I fondi erano pochi: c'erano solo sedici case protestanti nella parrocchia. Nel 1671 Michael Boyle, il primate della Chiesa d'Irlanda, ordinò la chiusura del "fastidio del mercato del latticello" sotto St Audoen.l Nel 1673 fu ordinato di rimuovere le tombe e le lapidi dalla chiesa "per preservare i vivi dall'essere feriti dai morti". La Gilda di Sant'Anna, che era riuscita a nascondere le sue vaste proprietà dopo la Riforma, e che era rimasta sotto il controllo cattolico romano, non rinunciò mai ai suoi possedimenti, nonostante diverse indagini e ordini del tribunale durati fino al 1702.
Sebbene nel corso dei secoli siano stati effettuati numerosi restauri alla chiesa e alla torre, i finanziamenti per la manutenzione delle strutture sono sempre stati un problema, in particolare nel XVIII e XIX secolo. Nel 1825, l'edificio stesso della chiesa era in uno stato rovinoso (come riportato da G.N. Wright) e "pochissimi protestanti" erano rimasti nella parrocchia. Poiché non erano disponibili i fondi per effettuare riparazioni sostanziali, parti della chiesa furono chiuse o rimasero scoperte. Di conseguenza molte tombe antiche andarono via via sbriciolandosi e i monumenti furono rimossi o resi illeggibili dall'esposizione alle intemperie.

## Parrocchia
La parrocchia di Sant'Audoeno era una volta la più ricca della città e la chiesa è stata per centinaia di anni frequentata in occasioni di Stato dal Lord Mayor e dalla Corporazione. Nel suo periodo di massimo splendore era strettamente connessa con le Corporazioni della città ed era considerata "la migliore di Dublino per il maggior numero di Aldermanni e religiosi della città che vivevano nella Parrocchia" (Richard Stanihurst, 1568). La Corporazione dei Conciatori era situata nella torre e la Corporazione dei Fornai (Gilda di Sant'Anna) in un "college" attiguo alla chiesa.
Nel 1467 la chiesa di sant'Audoeno fu nominata prebendaria della Cattedrale di St. Patrick dall'arcivescovo Michael Tregury.
Nel luglio del 1536 George Browne arrivò in Irlanda come arcivescovo di Dublino, e pochi anni dopo spinse energicamente i desideri di Enrico VIII di essere riconosciuto come capo supremo della chiesa irlandese. Intorno al 1544 il vicario di Sant'Audoeno divenne il candidato della Corona. Nel 1547 i beni della parrocchia furono stanziati dalla chiesa di stato istituita in seguito alla Riforma inglese (più in particolare alla conquista dell'Irlanda da parte dei Tudor).
La regina Maria I, subito dopo la sua ascesa nel 1553, restaurò per statuto la cattedrale di San Patrizio. Il Prebendario di Sant'Audoeno nominato in questa Carta di Restaurazione fu, nel 1555, Robert Daly. Tuttavia, quando la regina Elisabetta I salì al trono, lo nominò vescovo di Kildare. Da allora in poi, tutte le cerimonie cattoliche nella chiesa cessarono.
Dopo la Riforma la maggior parte dei parrocchiani rimase fedele alla chiesa cattolica romana e nel 1615 fu istituita una nuova parrocchia cattolica romana di Sant'Audoeno. Tuttavia i cattolici furono obbligati a tenere le loro funzioni religiose in segreto, principalmente nella vicina Cook Street. Più tardi nel secolo la celebrazione della Messa fu proibita e vescovi e sacerdoti furono deportati, imprigionati o giustiziati. Questo periodo travagliato per i cattolici durò fino all'inizio del XIX secolo. Nel frattempo, la chiesa e parrocchia di Sant'Audoeno, ora protestante, dovette lottare per tutto il XVII secolo e iniziò a declinare. Verso la fine del XVIII secolo, seguendo una tendenza in diverse parrocchie del centro città, molti dei ricchi residenti della parrocchia si trasferirono in periferia, un processo che fu accelerato dall'Atto di Unione. I poveri cattolici si trasferirono allora nelle case così lasciate libere, che furono trasformate in case popolari.
Nel 1813 la popolazione della parrocchia era costituita da 1.993 maschi e 2.674 femmine, la maggioranza dei quali erano cattolici romani.

## Restauro

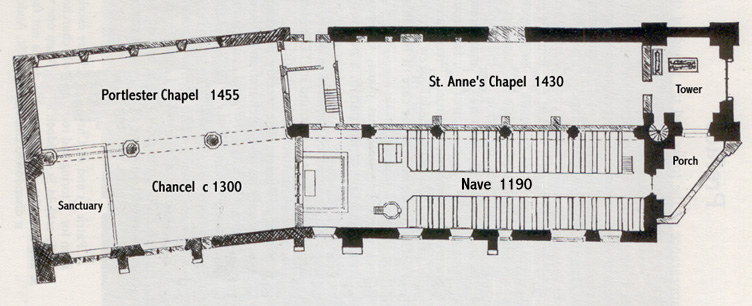
Pianta di Sant'Audoeno elaborata da Thomas Drew nel 1866

L'architetto Thomas Drew fu il primo a richiamare seriamente l'attenzione sull'importanza della chiesa, architettonicamente e storicamente, nel 1866. Produsse piani dettagliati della chiesa, per i quali vinse un premio del Royal Institute of Architects of Ireland; effettuò scavi e redasse un documento sulla chiesa e la sua storia. In un opuscolo pubblicato nel 1873 il rettore Alexander Leeper sollecitava il rifacimento del tetto e il restauro della chiesa.
Negli anni 1980 è stato effettuato un ampio restauro della torre e delle campane. Pochi anni dopo la cappella di Sant'Anna, che aveva perso il tetto e molti monumenti, fu ricoperta e trasformata in un centro di accoglienza per visitatori, che comprendeva una mostra sulla storia della chiesa.
Durante i lavori di conservazione, iniziati nel 1996, è stato effettuato un ampio scavo di una piccola sezione dell'edificio, che ha gettato nuova luce sui primi tempi della chiesa. Ciò ha contribuito notevolmente alla comprensione della storia costruttiva della chiesa. I risultati dettagliati di questo studio sono stati pubblicati in forma di libro nel 2006.

## Memoriali
Nel portico principale è conservata un'antica lapide celtica nota come "Pietra della fortuna", che è stata conservata qui o nei dintorni fin da prima del 1309. Si diceva che avesse proprietà strane, e mercanti e commercianti usavano strofinarla per accaparrarsi un po' di fortuna. Fu menzionata per la prima volta quando Jon Le Decer, sindaco di Dublino, eresse una cisterna di marmo per l'acqua a Cornmarket, nel 1309, e vi pose questa pietra, in modo che tutti coloro che bevevano quell'acqua potessero avere fortuna. La pietra fu più volte rubata, ma ritrovò sempre la via del ritorno in questo quartiere. Nel 1826 scomparve per vent'anni, finché non si trovò davanti alla chiesa cattolica appena eretta in High Street.
Nel portico della porta occidentale si trovano i monumenti quattrocenteschi di Sir Roland Fitz-Eustace, Lord Portlester, morto nel 1496, e di sua moglie Margaret. Fitz-Eustace fu vice Lord Luogotenente d'Irlanda, poi Lord Cancelliere d'Irlanda e infine Lord Alto Tesoriere d'Irlanda. Il suo rifiuto di cedere quest'ultimo incarico portò a una rottura con il re e quasi alla guerra civile. Fu sepolto a Cotlandstown, nella contea di Kildare. Si dice che Peter Talbot, l'arcivescovo cattolico romano di Dublino, morto in prigione nel 1680, sia stato segretamente sepolto nelle vicinanze. Tra quelli sepolti nella chiesa ci sono William Molyneux, suo fratello Sir Thomas Molyneux e il figlio di Thomas Capel, Edward Parry, il vescovo di Killaloe e i suoi figli John Parry e Benjamin Parry, successivamente vescovi di Ossory, e Lady Frances Brudenell.
Durante gli scavi nel XIX secolo è stata rinvenuta una fonte battesimale anglo-normanna, risalente al XII secolo, ora esposta nella chiesa.

## Torre
Il campanile della chiesa risale al XVII secolo. La necessità di mantenere in buono stato questa struttura è sempre stata un salasso per i fondi parrocchiali. Fu riparato nel 1637, ad opera della Corporazione di Sant'Anna, ma nel 1669 una parte crollò sul tetto della chiesa e dovette essere ricostruita. La Gilda contribuì con £ 250 alla ricostruzione. Nel 1826 la torre fu ristrutturata da Henry Aaron Baker, ma alla fine del secolo era di nuovo in uno stato di pericolo. Alcuni lavori di riparazione furono eseguiti nel 1916 su appello dell'arcivescovo di Dublino, ma fu solo con l'importante restauro del 1982 che la torre fu messa in sicurezza.
La torre ospita sei campane, tre delle quali sono le più antiche d'Irlanda, risalenti al 1423. Le campane sono state suonate per l'Angelus e dopo la Riforma hanno continuato a essere suonate ogni mattina e sera per scandire la giornata lavorativa della gente. Due campane nella torre furono fuse da John Murphy di Dublino nel 1864 e nel 1880. A causa del fragile stato della torre, non furono suonate tra il 1898 e il 1983. Dopo che la torre è stata rinforzata con cemento, è stata fatta una revisione importante sulle campane. Tre delle campane sono state rifuse, e la tenore fu rifusa in memoria di Alexander E. Donovan (1908-1982), che era strettamente legato alla chiesa. Adesso suonano ogni settimana.
L'attuale orologio sul campanile della chiesa proviene dalla chiesa di San Pietro in Aungier Street, dopo che quest'ultima fu demolita negli anni 1980. Il quadrante dell'orologio risale al 1820.